# São Lourenço do Piauí
São Lourenço do Piauí là một đô thị thuộc bang Piauí, Brasil. Đô thị này có diện tích 683,661 km², dân số năm 2007 là 4900 người, mật độ 7,17 người/km².